# Волоковая (Смоленская область)
 Волоковая — деревня в Смоленской области России, в Смоленском районе. Административный центр Волоковского сельского поселения.
Расположена в западной части Смоленской области в 30 км к северо-западу от Смоленска в 3 км южнее озера Каспля, на правом берегу реки Удра. В 8 км южнее железнодорожная станция Лелеквинская на линии «Смоленск—Витебск».
Население — 275 жителей (2010 год).

## История
Название деревни связано с древним путём из варяг в греки: купцы перетаскивали корабли волоком из озера Каспля к Днепру (19 км южнее).
Впервые Волоковая упомянута в летописи, датированной 1007 годом.
Здесь родился Кружняков, Иван Маркович — полный кавалер Ордена Славы.

## Достопримечательности
- Городище в 0,9 км южнее деревни на правом берегу реки Удра, 1-го тысячелетия нашей эры[2].
- Курган юго-восточнее деревни на правом берегу реки Удра[2].

## Творчество посвященное деревне
«Волоковая»
Малая родина — милая мать,
Мне без тебя тяжело.
Но я с тобой не прощусь никогда,
Мне без тебя не легко.
Реки твои, на которых все детство,
Рыбу ловил я с отцом.
Их имена не просты, не велики,
Звать их Удрой и Клецом.
Имя её же у всех на слуху,
Знают и в городе даже,
Что из варяг в греки когда-то был путь,
И предки трудились там наши.
Не тронул помещик земли той святой,
И «право» его не коснулось
Крестьяне трудились себе лишь во благо,
К ним удача лицом повернулась.
Во ужасные годы Великой войны,
Страдала деревня от боли
И в самые страшные жуткие дни,
Мечтали сельчане о воле.
Она и по сей день все там же стоит,
Зовут её Волоковая,
Она претерпела за жизнь много бед
И стала немного другая.
А я до сих пор не могу долго жить,
Вдали, я по дому скучаю
И только, когда на родной я земле
Своей я душой отдыхаю.
Халеев П. А.